# Celothelium cinchonarum
Celothelium cinchonarum är en lavart som först beskrevs av Johannes Müller Argoviensis, och fick sitt nu gällande namn av Vain. Celothelium cinchonarum ingår i släktet Celothelium och familjen Celotheliaceae.   Inga underarter finns listade i Catalogue of Life.